# Syringa pekinensis
Syringa pekinensis är en syrenväxtart som beskrevs av Franz Josef Ivanovich Ruprecht. Syringa pekinensis ingår i släktet syrener, och familjen syrenväxter. Inga underarter finns listade i Catalogue of Life.